# (22474) Frobenius
(22474) Frobenius (1997 ED8) – planetoida z pasa głównego asteroid okrążająca Słońce w ciągu 4,17 lat w średniej odległości 2,59 j.a. Odkryta 8 marca 1997 roku.